# Андские свистуны
Андские свистуны (лат. Telmatobius) — род бесхвостых земноводных, обитающих в Южной Америке.

## Описание
По своему строению похожи на представителей семейства свистуновых и рогатковых (кроме наростов на веках). Отличаются по генетическим признакам. Их особенностью является образ жизни: способны жить на высоте до 4000—5000 м над уровнем моря, при небольшом количестве кислорода. Выдерживают низкие температуры, способны длительное время находиться в холодной воде. Ведут водный образ жизни. Предпочитают озёра, реки, ручьи. Питаются водными беспозвоночными.

## Распространение
Обитают в горной системе Южной Америки — Андах (Эквадор, Перу, Боливия, Чили, Аргентина). Отсюда происходит название этих лягушек.

## Систематика

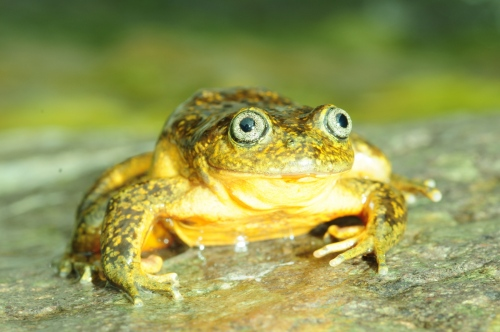
Telmatobius ventriflavum

Ранее род андских свистунов включали в состав семейств настоящих лягушек, свистуновых, некоторое время его относили к семейству Ceratophryidae.
Pyron и Wiens в результате масштабного филогенетического исследования земноводных 2011 года выделили Telmatobius в семейство Telmatobiidae.
Систематики не пришли к единому мнению по поводу состава семейства Telmatobiidae: одни включают в него 2 рода: Batrachophrynus (2 вида) и андских свистунов (60 видов), другие — единственный род андских свистунов из 63 видов.

## Классификация
На октябрь 2018 года в род включают 63 вида. Некоторые систематики отделяют виды Telmatobius brachydactylus и Telmatobius macrostomus в отдельный род Batrachophrynus:
- Telmatobius arequipensis Vellard, 1955
- Telmatobius atacamensis Gallardo, 1962
- Telmatobius atahualpai Wiens, 1993
- Telmatobius bolivianus Parker, 1940
- Telmatobius brachydactylus (Peters, 1873)
- Telmatobius brevipes Vellard, 1951
- Telmatobius brevirostris Vellard, 1955
- Telmatobius carrillae Morales, 1988
- Telmatobius ceiorum Laurent, 1970
- Telmatobius chusmisensis Formas, Cuevas, and Nuñez, 2006
- Telmatobius cirrhacelis Trueb, 1979
- Telmatobius colanensis Wiens, 1993
- Telmatobius contrerasi Cei, 1977
- Telmatobius culeus (Garman, 1876) — Титикакский свистун
- Telmatobius dankoi Formas et al., 1999
- Telmatobius degener Wiens, 1993
- Telmatobius edaphonastes De la Riva, 1995
- Telmatobius espadai De la Riva, 2005
- Telmatobius fronteriensis Benavides, Ortiz, and Formas, 2002
- Telmatobius gigas Vellard, 1969
- Telmatobius halli Noble, 1938
- Telmatobius hauthali Koslowsky, 1895
- Telmatobius hintoni Parker, 1940
- Telmatobius hockingi Salas and Sinsch, 1996
- Telmatobius huayra Lavilla and Ergueta-Sandoval, 1995
- Telmatobius hypselocephalus Lavilla and Laurent, 1989
- Telmatobius ignavus Barbour and Noble, 1920
- Telmatobius intermedius Vellard, 1951
- Telmatobius jelskii (Peters, 1873)
- Telmatobius laevis Philippi, 1902
- Telmatobius laticeps Laurent, 1977
- Telmatobius latirostris Vellard, 1951
- Telmatobius macrostomus (Peters, 1873)
- Telmatobius mantaro Ttito et al., 2016
- Telmatobius marmoratus (Duméril and Bibron, 1841)
- Telmatobius mayoloi Salas and Sinsch, 1996
- Telmatobius mendelsoni De la Riva, Trueb, and Duellman, 2012
- Telmatobius necopinus Wiens, 1993
- Telmatobius niger Barbour and Noble, 1920
- Telmatobius oxycephalus Vellard, 1946
- Telmatobius pefauri Veloso and Trueb, 1976
- Telmatobius peruvianus Wiegmann, 1834
- Telmatobius philippii Cuevas and Formas, 2002
- Telmatobius pinguiculus Lavilla and Laurent, 1989
- Telmatobius pisanoi Laurent, 1977
- Telmatobius platycephalus Lavilla and Laurent, 1989
- Telmatobius punctatus Vellard, 1955
- Telmatobius rimac Schmidt, 1954
- Telmatobius rubigo Barrionuevo and Baldo, 2009
- Telmatobius sanborni Schmidt, 1954
- Telmatobius schreiteri Vellard, 1946
- Telmatobius scrocchii Laurent and Lavilla, 1986
- Telmatobius sibiricus De la Riva and Harvey, 2003
- Telmatobius simonsi Parker, 1940
- Telmatobius stephani Laurent, 1973
- Telmatobius thompsoni Wiens, 1993
- Telmatobius timens De la Riva, Aparicio, and Ríos, 2005
- Telmatobius truebae Wiens, 1993
- Telmatobius vellardi Munsterman and Leviton, 1959
- Telmatobius ventriflavum Catenazzi, Vargas García, and Lehr, 2015
- Telmatobius verrucosus Werner, 1899
- Telmatobius vilamensis Formas, Benavides, and Cuevas, 2003
- Telmatobius yuracare De la Riva, 1994
- Telmatobius zapahuirensis Veloso et al., 1982